# Кастанос, Григорис
Григорис Кастанос (греч. Γρηγόρης Κάστανος; 30 января 1998, Никосия, Кипр) — кипрский футболист, полузащитник клуба «Салернитана» и сборной Кипра.

## Биография

### Клубная карьера
Воспитанник кипрского клуба «Эносис». В январе 2014 года перешёл в юношескую команду итальянского «Ювентуса». На взрослом уровне дебютировал находясь в аренде в клубе «Пескара». 28 января 2017 года дебютировал в Серии А, выйдя в стартовом составе на матч с миланским «Интером» (0:3) и был заменён на 82-й минуте. Всего провёл за «Пескару» 8 матчей. Летом 2017 года был отдан в аренду на полгода в бельгийский «Зюлте-Варегем», однако сыграл за команду лишь 1 матч в чемпионате Бельгии, а также принял участие в трёх матчах клуба на групповой стадии Лиги Европы. Вернувшись из аренды, выступал за фарм-клуб «Ювентуса» в Серии С. За основной состав «Ювентуса» дебютировал 13 апреля 2019 года, в матче 32-го тура чемпионата Италии против клуба СПАЛ, в котором вышел на поле в стартовом составе и был заменён на 61-й минуте. Летом 2019 года в был отдан в аренду на один сезон в «Пескару», выступающую в Серии Б.

### Карьера в сборной
За основную сборную Кипра дебютировал 28 марта 2015 года в матче отборочного турнира Евро-2016 против сборной Бельгии (0:5), в котором вышел на замену на 84-й минуте вместо Константиноса Макридиса.

## Достижения
«Ювентус»
- Чемпион Италии: 2018/19